# Hachisuka Shigeyoshi
Hachisuka Shigeyoshi (蜂須賀 重喜, né le 15 avril 1738 et mort le 25 novembre 1801), est un daimyo de l'époque d'Edo à la tête du domaine de Tokushima. Son titre de cour est Awa no kami.
Sa fille Noriko épouse le courtisan Takatsukasa Masahiro.